# The Arcane Order
The Arcane Order er et dansk metalband fra Kolding dannet i 2000 af Flemming C. Lund under navnet "Scavenger", men skiftede i 2005 navn til "The Arcane Order" efter de havde fået pladekontrakt med Metal Blade Records. Bandet har udgivet en demo og to fuldlængde albums.
I juni 2023 annoncerede metalgruppen Volbeat, at Lund ville erstatte Rob Caggiano i bandet.

## Medlemmer
- Kim Song Sternkopf – Vokal
- Flemming C. Lund – Guitar
- Kasper Kirkegaard – Guitar
- Anders S. Mikkelsen - Bas
- Bastian Thusgaard - Trommer

## Tidligere medlemmer
- Kasper Thomsen - Vokal
- Boris Tandrup – Bas
- Morten Løwe – Trommer

## Diskografi

### Studiealbum
- The Machinery of Oblivion (2006)
- In the Wake of Collisions (2008)
- Cult of None (2015)